# Dacus abruptus
Dacus abruptus är en tvåvingeart som beskrevs av White och Goodger 2009. Dacus abruptus ingår i släktet Dacus och familjen borrflugor.
Artens utbredningsområde är Etiopien. Inga underarter finns listade i Catalogue of Life.